# Rottenbach (Königsee)
Rottenbach ist Ortsteil der Stadt Königsee im Landkreis Saalfeld-Rudolstadt (Thüringen).

## Geografie
Rottenbach liegt in rund 300 Meter Höhe im Rinnetal am Zufluss des Rottenbaches zu Königseer Rinne. Südlich steigt die Landschaft auf etwa 400 Meter an und fällt dann steil ins Schwarzatal ab. Die Hochfläche zwischen dem Rinnetal im Norden und dem Schwarzatal im Süden ist unbewaldet und wird landwirtschaftlich genutzt. Nördlich von Rottenbach liegt die Ilm-Saale-Platte, die überwiegend bewaldet ist, mit Erhebungen bis 500 Meter Höhe. Geologisch gesehen liegt Rottenbach am Übergang von der Ilm-Saale-Platte im Norden (Muschelkalk) zum Thüringer Schiefergebirge im Süden (Schiefer).

## Geschichte
Rottenbach wurde erstmals 1253 in einer Urkunde des Klosters Paulinzella erwähnt. Die Teilung des Ortes in Ober- und Unterrottenbach erfolgte 1411. Oberrottenbach war der westliche Teil des Ortes und gehörte dem Kloster Paulinzella (später dem Amt Königsee), Unterrottenbach war der östliche Teil des Ortes und gehörte zum Amt Blankenburg, später zum Amt Rudolstadt. Die beiden Orte wurden erst 1908 wieder vereinigt. Sie gehörten bis 1920 zur Oberherrschaft von Schwarzburg-Rudolstadt, anschließend zu Thüringen.
Am 1. Juli 1950 wurde die bis dahin eigenständige Gemeinde Storchsdorf eingegliedert.

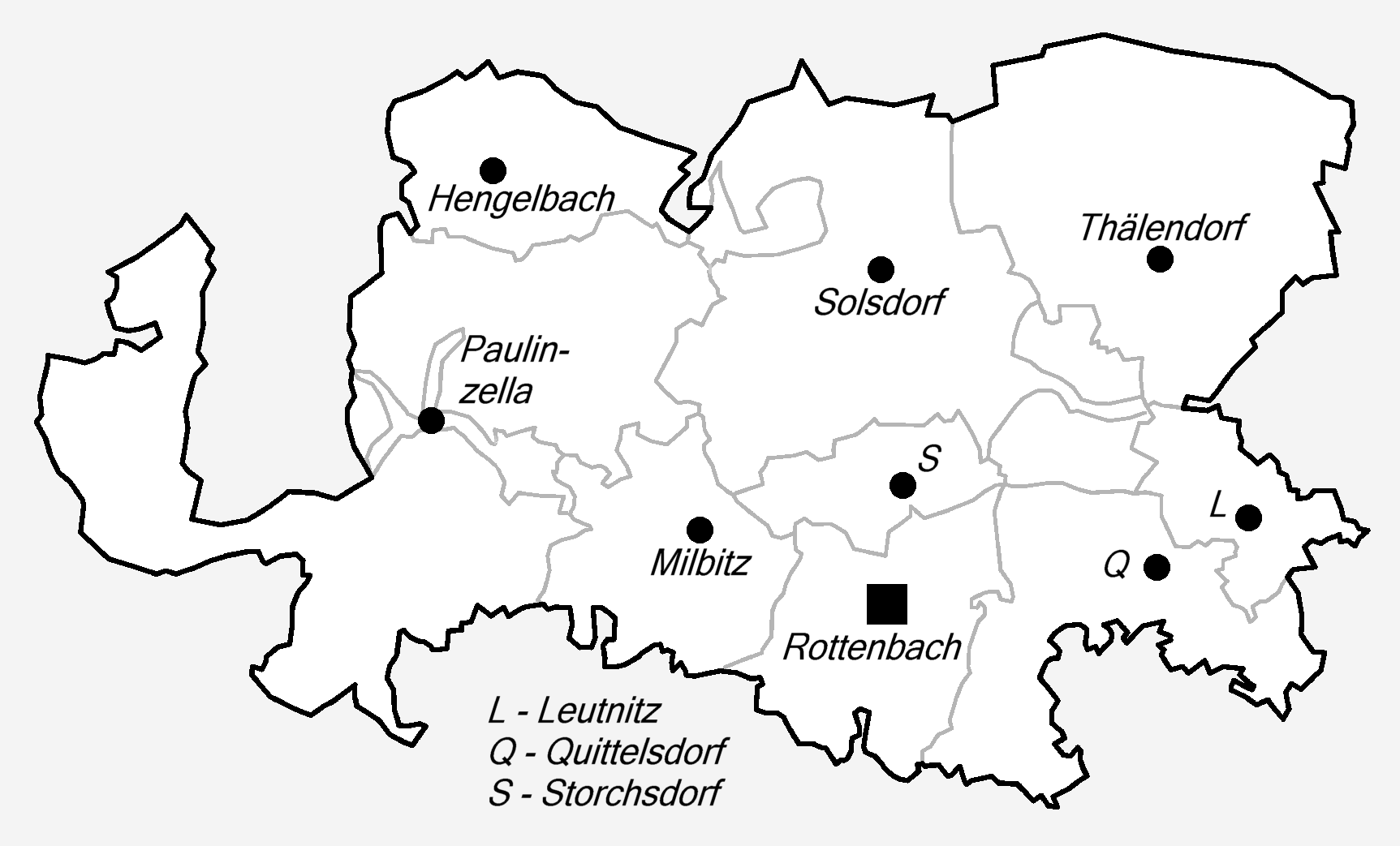
Gemeindegliederung der Gemeinde Rottenbach von 1994 bis 2012

Die Einheitsgemeinde Rottenbach wurde 1994 gebildet. Ihr gehörten folgende Orte an:
| Ortsteil     | Einwohnerzahl | Urkundliche Ersterwähnung |
| ------------ | ------------- | ------------------------- |
| Rottenbach   | 516           | 1071                      |
| Hengelbach   | 62            | 1106                      |
| Leutnitz     | 134           | 1411                      |
| Milbitz      | 303           | 1196–1210                 |
| Paulinzella  | 92            | 1106                      |
| Quittelsdorf | 220           | 1275                      |
| Solsdorf     | 211           | 0842–856                  |
| Storchsdorf  | 70            | 1380                      |
| Thälendorf   | 114           | 1227                      |

Am 31. Dezember 2012 schloss sich die Gemeinde Rottenbach mit der Stadt Königsee zur neuen Stadt Königsee-Rottenbach zusammen. Diese benannte sich zum 1. Januar 2019 um zu „Königsee“.
In der Stadt Königsee wird Rottenbach seitdem als Ortsteil Rottenbach geführt.

## Politik

### Bürgermeister
Der letzte hauptamtliche Bürgermeister Volker Stein wurde am 27. Juni 2004 gewählt und am 6. Juni 2010 wiedergewählt (vom 27. April 2003 bis Juni 2004 war er ehrenamtlicher Bürgermeister). Am 30. Dezember 2012 endete sein Amt aufgrund des Gemeindezusammenschlusses mit Königsee. Bei der Stichwahl zum neuen Bürgermeister am 28. April 2013 erhielt Volker Stein 53,80 % der gültigen Stimmen und war daraufhin für eine Amtszeit der Bürgermeister der aus Rottenbach und Königsee zusammengeschlossenen Gemeinde.
Ehrenamtlicher Ortsteilbürgermeister von Rottenbach ist Ingo Krebstekies. In seinem Blog werden ständig aktuelle Meldungen aus Rottenbach veröffentlicht. Am 26. Mai 2024 konnte sich Dirk Kittelmann bei der Wahl zum Ortsteilbürgermeister gegen Ingo Krebstekies durchsetzen und die Wahl mit 57,4 % der gültigen Stimmen für sich entscheiden.

### Wappen
Das Wappen wurde am 20. Dezember 1995 durch das Thüringer Landesverwaltungsamt genehmigt.
Blasonierung: „Geviert; Feld 1: In Silber ein blauer, schrägrechter Wellenbalken, Feld 2: in Grün ein silberner, schräglinker Wellenbalken; Feld 3: in Blau ein goldenes Säulenkapitell mit einem Schild, der mit zwei weiteren Schilden belegt ist, Feld 4: in Silber ein blaues Mühlrad.“
Das Wappen wurde von dem Goßwitzer Manfred Fischer gestaltet.
Mit der Fusion der Gemeinde Rottenbach und der Stadt Königsee gilt wieder das historische Wappen des Ortes Rottenbach.

## Kultur und Sehenswürdigkeiten
Zu den besonderen Sehenswürdigkeiten der Gemeinde gehört die Klosterruine Paulinzella, die eines der wertvollsten Denkmale romanischer Baukunst Deutschlands darstellt sowie das Museum zur Kloster-, Forst- und Jagdgeschichte im Jagdschloss Paulinzella.
Die St. Jacobus-Kirche zu Rottenbach beherbergt eine Johann-Friedrich-Schulze-Orgel von 1850. Der Altar aus dem Jahre 1498 stammt aus der Werkstatt Valentin Lendenstreich aus Saalfeld, ein Schüler Tilman Riemenschneiders, und spiegelt das mittelalterliche Leben in Rottenbach wider.
Weitere Schulze-Orgeln im Gemeindegebiet finden sich
- in der St.-Wenzel-Kirche Quittelsdorf (vom Milbitzer Orgelbauer Johann Andreas Schulze, eine zweimanualige Orgel mit 22 Registern, ein wertvolles Spätbarockwerk)
- in der St.-Nikolaus-Kirche Milbitz (durch den in Milbitz einheimischen Orgelbaumeister Daniel Schulze erbaut, im Mittelteil zweigeschossig und nochmals der Höhe nach in fünf Abteilungen gegliedert)
- in der Kirche Thälendorf, wahrscheinlich baute sie Johann Daniel Schulze aus Milbitz 1752

In unmittelbarer Nähe finden sich weitere Schulze-Orgeln: nämlich in Allendorf, Königsee und Horba.

### Gedenkstätten
Seit dem Jahr 1985 erinnert am Bechstedter Weg eine Stele an die Häftlinge eines Todesmarsches vom Außenlager Ohrdruf SIII des KZ Buchenwald, die im April 1945 durch den Ort getrieben wurden.

## Wirtschaft
In Rottenbach ist zum einen Land- und Forstwirtschaft von Bedeutung und zum anderen ein Gewerbegebiet westlich des Ortes an der Bundesstraße 88, in dem sich verschiedene auch größere Unternehmen angesiedelt haben. Weiterhin ist die touristische Entwicklung von großer Bedeutung. Neben einem 125-m²-Freibad besteht ein umfangreiches gut ausgeschildertes Wanderwegenetz. Durch das Gemeindegebiet verläuft der Rinnetal-Radweg, der die Verbindung zum Saale- und Ilmtal-Radweg darstellt. Die bedeutendste Sehenswürdigkeit ist die Klosterruine Paulinzella, die jedes Jahr eine große Anzahl von Besuchern anlockt.

## Verkehr

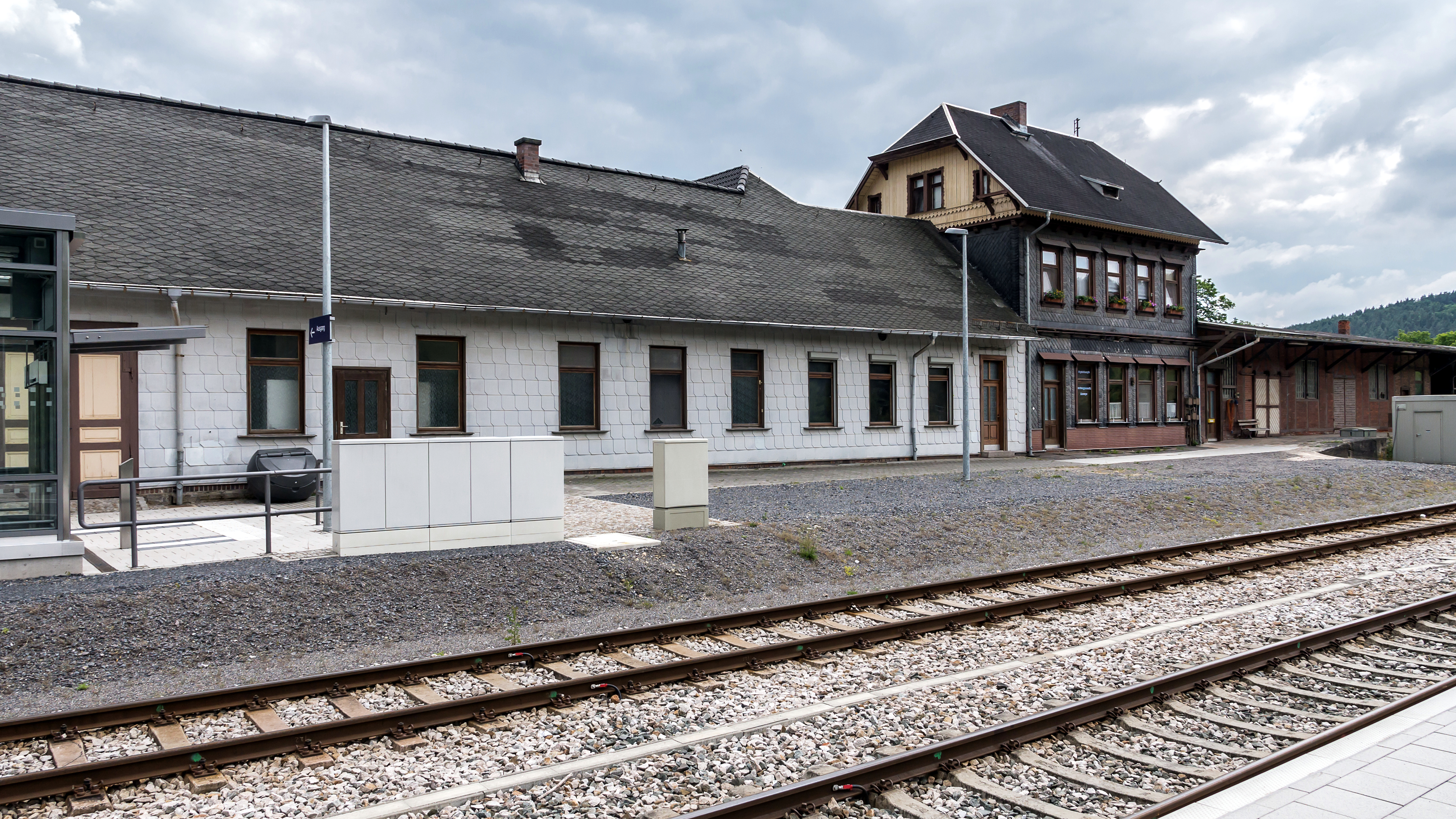
Empfangsgebäude des Bahnhofs Rottenbach

In Rottenbach trifft die Landstraße von Stadtilm, die durch das Rottenbachtal führt, auf die Bundesstraße 88 (im Rinnetal verlaufend), die von Ilmenau im Westen nach Rudolstadt im Osten führt. Die nächstgelegene Autobahn ist die Bundesautobahn 71, die über die Anschlussstellen Ilmenau Ost und Stadtilm erreicht werden kann.
Die erste Bahnstrecke, die den Ort erreichte, war die Strecke von Arnstadt nach Saalfeld im Jahre 1895. Sie wird im Personenverkehr von der Erfurter Bahn bedient, deren Regionalbahnen RB 23 stündlich von Erfurt nach Saalfeld fahren. In Rottenbach von dieser Strecke abzweigend wurde 1899 eine weitere Bahnstrecke ins sieben Kilometer westlich gelegene Königsee gebaut. Diese Strecke wurde am 1. August 1966 stillgelegt. Als letzte Bahnstrecke entstand die Schwarzatalbahn im Jahre 1900. Diese Strecke führt von Rottenbach aus nach Katzhütte und wird ebenfalls im Stundentakt befahren. Rottenbach ist damit auch Umsteigepunkt für Fahrgäste von und zur Oberweißbacher Bergbahn.
Das Bahnhofsgebäude Rottenbach wurde in den 2010er Jahren im Rahmen der Internationalen Bauausstellung Thüringen denkmalgerecht saniert. Im Jahr 2020 erhielt der Bahnhof den Preis Bahnhof des Jahres.

## Brauchtum

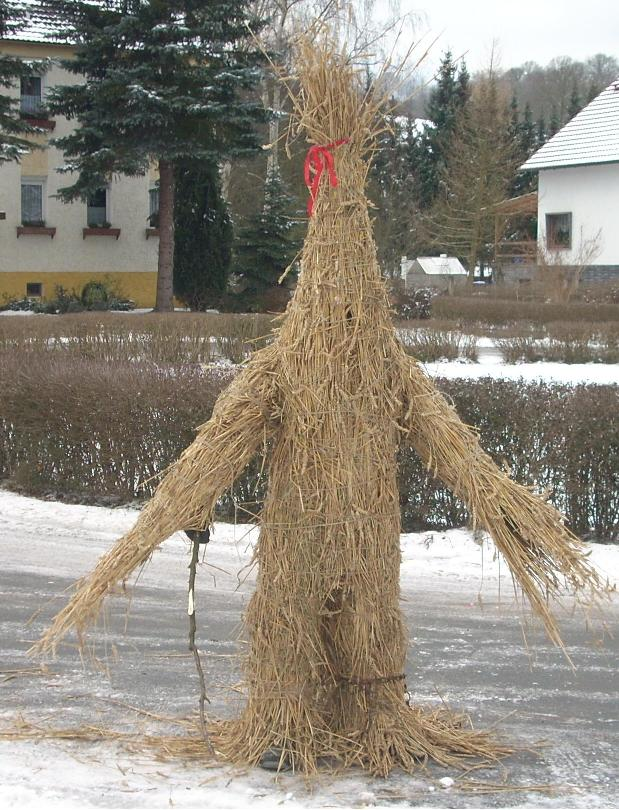
Strohbär aus Milbitz bei Rottenbach

Alljährlich zieht am 27. Dezember der Strohbär durch den Ortsteil Milbitz.
Brauchausführende sind der Jugend- und Heimatverein Milbitz eV.

## Persönlichkeiten
- Theodor Muther (1826–1878), Jurist
- Otto Langguth (1892–1944), in Brandenburg-Görden hingerichteter Sozialdemokrat aus Milbitz
- Kurt Bachor (1916–1990), aus Ostpreußen stammend, nach 1945 in Paulinzella ansässig als Forstmann und Schriftsteller
- Elvira Heide (* 1937), einzige ehrenamtliche Pastorin Thüringens, prägt seit dem 1. Advent 1992 (Ordination 1993) das kirchliche Leben der beiden Ortsteile Thälendorf und Solsdorf. Die Gemeinde Rottenbach hat ihr anlässlich des 70. Geburtstags am 10. August 2007 die Ehrenbürgerschaft verliehen.[8] Am 18. März 2008 wurde ihr der Verdienstorden des Freistaats Thüringen verliehen.